# 광시 대학살
광시 학살 (중국어 간체자: 广西大屠杀, 정체자: 廣西大屠殺, 병음: Guǎngxī Dàtúshā) 또는 광시 문화 혁명 학살 (广西文革大屠杀, 廣西文革大屠殺, Guǎngxī Wéngé Dàtúshā)은 문화 대혁명 (1966-1976) 기간 동안 광시에서 일어났던 린치 및 학살 사건이다. 공식 기록에 따르면 사망자 수는 100,000 명에서 150,000 명으로 추정된다. 학살의 방법에는 참수, 구타, 생매장, 돌로 치기, 익사, 다이너마이트로 폭파 등이 있었다.
우쉬안현와 우밍구를 포함한 특정 지역에서는 기근이 없었음에도 불구하고 대규모 식인 풍습이 발생했다. 공개된 기록에 따르면, 최소한 137 명 (아마도 수백 명 이상)이 다른 사람들에게 먹혔고 최소한 수천명이 식인풍습에 참여했다. 다른 연구자들은 이름으로 식별 할 수 있는 421명의 피해자가 먹혔으며 광시의 수십 개 카운티에서 식인 풍습에 대한보고가 있었다고 지적했다.
문화 혁명 이후 학살이나 식인 풍습에 연루된 사람들은 "拨乱反正"기간 동안 경미한 처벌을 받았다. 적어도 38 명이 먹힌 우쉬안현에서는 15 명의 참가자가 기소되어 최대 14년의 징역형을 받았다. 또 다른 91 명의 중국공산당원이 당에서 추방되었고, 39 명의 비당 관리들은 강등되거나 월급이 삭감되었다. 식인 풍습이 공산당과 민병대의 지역 사무소에 의해 후원되었지만 마오쩌둥을 포함한 국가 공산당 지도부 중 누구든지 식인 풍습을지지했거나 심지어 알고 있었다는 직접적인 증거는 없다. 그러나 일부 학자들은 우쉬안현이 내부 채널을 통해 1968년에 식인풍습에 대해 중앙 지도부에 알렸다고 지적했다.

## 역사적 배경

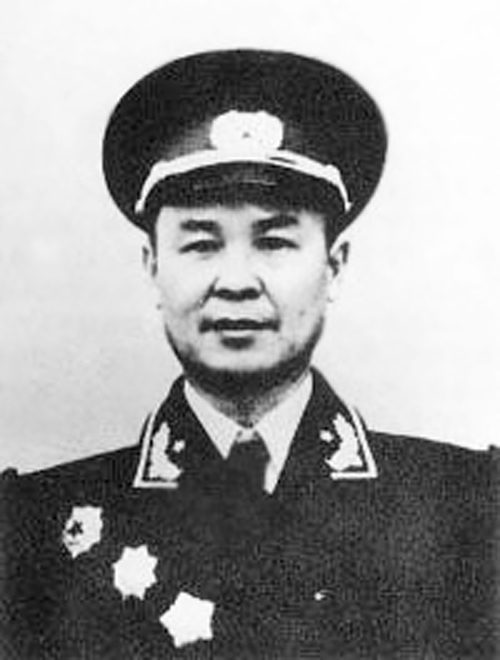
웨이 궈칭(韦国清)

1966년 5월 마오쩌둥은 문화 대혁명을 시작했다. 1967년 3월부터 광시의 군대와 민간인 사이에 두 개의 파벌이 점차 형성되었다. 한 파벌 (줄여서 "연합 본부"로 알려짐)은 광시의 혁명을 지휘하기 위해 당시 광시의 의장이자 고위 공산당 관리였던 웨이 궈칭(韦国清)을 무조건 지원했다. 그러나 다른 파벌 ( "4.22"로 알려짐)은 이러한 무조건적인지지에 반대하며 웨이가 먼저 자기 비판을하도록 요청했다. 학살과 함께 두 파벌 간의 충돌은 곧 광시의 시골 지역에서 일어났다.
1967년 8월 저우언라이 총리로부터 "4.22 파벌"이 지지를 받았지만, 구이린시를 제외하고 광시 전역에서 불리했다. 1968년 2월, 광저우 군구는 "4.22 파벌"을 지지하는 군대를이 지역에서 떠나라고 명령했다. 1968년 4월, 당시 광저우 군사 지역의 수장이었던 황용 성 (黄永胜)은 "4.22 파벌"이 "반동 조직"이라고 선언하고 대규모 진압을 시작했다. 1968년 여름 이후 학살은 광시 지역의 시골에서 도시로 확산되었다.

## 살인 방법
학살에서 학살 방법에는 참수, 구타, 생매장, 돌로 치기, 익사, 뜨거운 물 붓기, 장기 및 성기 파내기, 살 절단, 다이너마이트로 폭파 등이 포함되었다.
- 공식 기록에 따르면, 어떤 날에는 재미를 위하여 사람의 등에 다이너마이트를 묶어놓고 사람을 산산조각내기도 하였다.[1]
- 1968년의 또 다른 사례에서는 우슈팡 (吴树芳)이라는 지리 강사는 무선현 중학교 학생들에게 구타를 당하였는데, 이후 그녀의 시체가 치안 강(黔江)의 평평한 돌로 옮겨지자 학생들은 총을 든 다른 교사에게 시체의 심장과 간을 뽑아내도록 강요하였다. 그 뒤 학교로 돌아와서 학생들은 그녀의 시체를 바베큐로 만들고 내장을 먹었다 한다.[6][9]

## 사망자 수

### 당국 공식 조사
1981년 4월, 5 개 기관과 함께 중국공산당 중앙기율검사위원회의 약정에 따라 20 명 이상의 조사 그룹이 구성되었다. 다른 5 개 기관은 다음과 같다: 1) 중국공산당 중앙판공청, 2) 중국공산당 중앙조직부, 3) 중화인민공화국 공안부, 4) 중화인민공화국 최고인민법원, 5) 중화인민공화국 최고인민검찰원. 1981년 6월 조사 결과 사망자 수는 10 만 명을 넘어 섰고 일부 공무원과 민간인은 사망자 수가 150,000 명, 200,000 명, 심지어 500,000 명이라고 개인적으로 주장했다.
1983년 3월 중국공산당 중앙위원회가 40 명으로 구성된 또 다른 조사단을 구성했다. 1984년 1월 조사에 따르면 89,700 명의 사망자는 이름과 주소로 식별 될 수 있으며 20,000 명 이상이 실종되었으며 30,000 명 이상의 사망자는 이름이나 주소로 식별되지 않았다.

### 학술 연구
2006년, 어바인 캘리포니아 대학의 수양(苏阳) 교수는 광시 학살이 중국 문화 혁명 기간 동안 가장 심각한 학살이라고 주장했다. 그는 광시에서 입수할 수 있는 65 개 카운티 공식 문서 중 43 개 카운티가 지역 학살을보고하고 15 개 카운티는 1000 명이 넘는 사망자를 기록했다고 밝혔다. 학살을 신고한 모든 카운티의 평균 사망자 수는 526 명이다.

## 대규모 식인 풍습

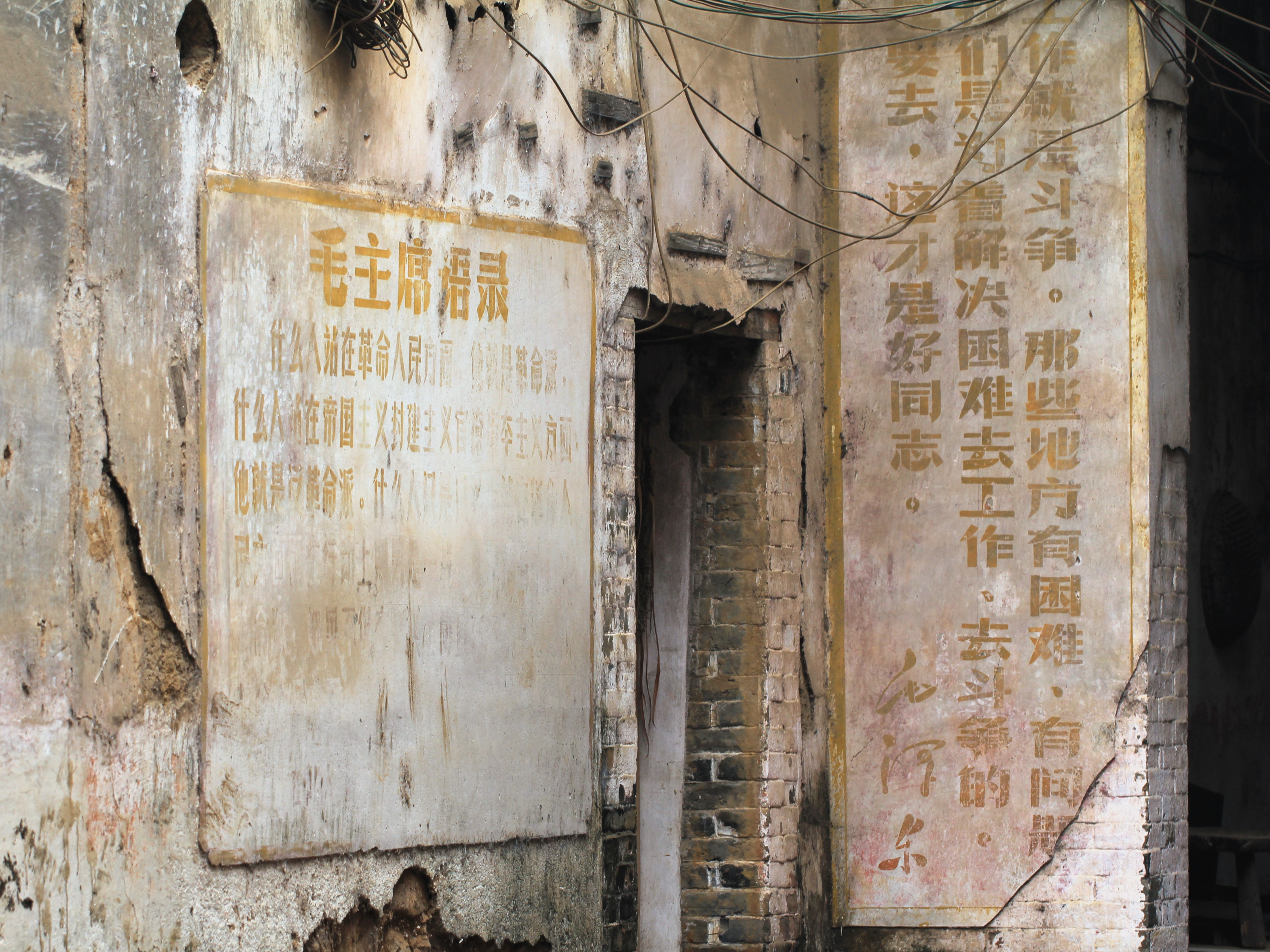
이미지는 문화 대혁명시기에 식인 풍습이 만연했던 우쉬안현의 거리 벽에 있는 《마오 주석 어록》을 보여준다.

인간 식인 풍습은 문화 혁명 기간 동안 광시에서 발생했다. 1980년대 후반 이 주제에 대한 상세한 연구를 수행 한 학자 정이 (郑义)에 따르면, 나중에 공식 문서의 일부 사본을 미국에 밀반입했는데 적어도 137 명 (아마도 수백 명 이상)이 다른 사람들에게 먹혔으며, 수천 명의 사람들이 식인 풍습에 참여했다고 한다. 문서는 또한 사람들을 저녁 식사 후 간식으로 먹거나, 대규모 파티에서 고기를 자르거나, 1명씩 큰 덩어리를 집에 가져갈 수 있도록 살을 나누고, 간을 바베큐 또는 로스팅하는 등 다양한 형태의 식인 풍습이 기록되어있었다.

두 조사 그룹에 모두 참여한 공안부 얀 레빈 (晏乐斌)에 따르면:
1968년 우쉬 안현에서 38 명을 먹었고 당시 113 명의 현 공무원들이 사람의 살과 마음과 간을 먹는 데 참여했다. 첸 구 오롱 (陈国荣)은 구이강시 출신의 농부였다. 그는 뚱뚱했기 때문에 우쉬 안현에서 민병대에 의해 붙잡혀 죽었다. 심장과 간을 빼내고 살을 20 명에게 나눠 주었다. 한 여성 민병대 지도자가 인간의 간 6 개를 모두 먹었고 5 명의 남자의 성기를 잘라서 나중에 마실 술에 담그고이 장기가 그녀의 건강에 도움이된다고 주장했다. 인간의 살, 마음, 간을 먹는 행동은 우쉬안현, 우밍구, 구이강시, 친저우시, 구이핑시, 링윈현 등 광시의 많은 카운티에서 발생했다.
로스 앤젤레스 캘리포니아 주립 대학교에서 일하는 중국 역사가 송용이 (宋永毅)에 따르면:
광시의 독립적 인 연구자들은 총 421 명이 다른 사람들에게 먹혔다는 것을 발견했다. 광시의 27 개 구(區)에서 식인 풍습에 대한 보고가 있었다. 이것은 광시에 있는 모든 현 인구의 2/3에 해당하는 숫자이다. 소위 "흑오류"에 속한다고 해 구타 후 사망한 한 남자가 있었다. 그는 두 아이를 낳았는데, 한 명은 11세이고 한 명은 14세였다. 지역 관리들과 무장 민병대는 그런 사람들을 근절하는 것이 중요하다고 말했고, 그래서 그들은 그 두 아이를 죽였을뿐만 아니라 그들을 먹었다. 이것은 광시의 푸베이현(浦北县)에서 일어 났는데, 총 35 명이 죽고 먹혔다. 류정지안(刘正坚)이라는 집주인의 경우, 그의 가족 전체가 학살당하였다. 17세 딸 류 시울란 (刘秀兰)은 9 명에게 19번이나 강간을 당했고,이 남자들은 그녀의 배를 찢고 그녀의 가슴과 간을 먹었다. 이와 같은 사건이 너무 많았다.
홍콩 대학 인문학 석좌 교수이자 스탠포드 대학교 후버 연구소 선임 연구원 인 Frank Dikötter에 따르면:
67년도부터 68년까지 시골에는 육체적으로 서로를 제거하는 것뿐만 아니라 몇 개의 작은 마을에서 서로를 의식적으로 먹기 시작하는 파벌이 있었다. 즉, 클래스 적을 제거하는 것만으로는 충분하지 않았다. 그의 마음을 먹어야하므로 식인 풍습에 대한 문서가 잘 정리 된 사례가 있었다.

클래스 적을 먹는 데는 계층이 있었다. 지도자들은 돼지 고기와 섞인 심장과 간을 만끽했고, 평범한 마을 사람들은 피해자의 팔과 허벅지 만 먹을 수 있었다.

## 대중의 반응

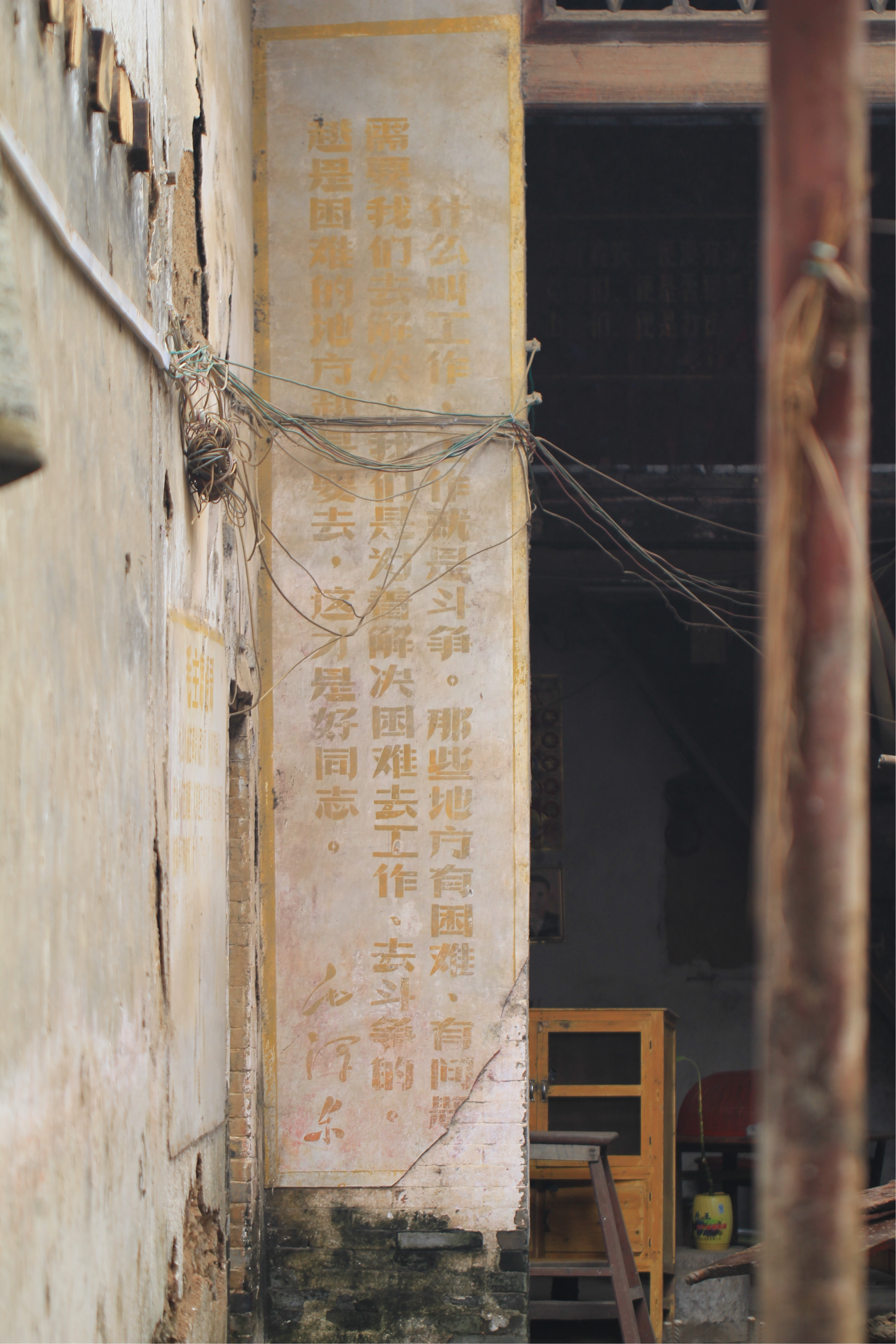
광시의 우쉬안현에 있는 《마오 주석 어록》.

- 2016년 홍콩 과학 기술 대학교의 딩쉐량 (丁学良) 교수는 프랑스 통신사 (AFP)에 "이 식인 풍습은 기근과 같은 경제적 어려움 때문이 아니라 정치적 증오, 정치적 이데올로기, 정치적 의식같은 정치적 목적으로 인해 일어났다" 라고 밝혔다.[6][16]
- 2016년 《가디언》은 문화 혁명에 대한 리뷰에서 "아마도 최악의 피해를 입은 지역은 대량 학살과 심지어 식인 풍습에 대한 보고가 있었던 남부 광시 지역일 것."이라고 논평하였다.[17]
- 2013년 칭화 대학교수 인 친후이 (秦晖)는 하버드 대학교 교수 인 에즈라 보겔 (Ezra Vogel)과 덩 샤오핑의 공헌에 대해 논의했다. 친 교수는 "내 고향은 마오 쩌둥 시대에 사람들이 학살을 당하고 일부는 다른 사람들이 먹은 광시에 있다! 피비린내 나는 1968년 여름, 홍콩과 마카오 사람들은 모두 시강에서 주강까지 죽은 시체가 떠 다니는 것을 알고있었다."라고 말하였다.[18]
- 2001년 《타임 매거진》은 "마오 쩌둥의 문화 혁명은 이데올로기적 열성, 대중적 히스테리, 노골적인 잔인함의 분출이었다. 약 천만 명의 중국인이 사망하고 수백만 명의 생계를 망쳤다. 이제 1966년과 1976년 사이에 있었던 훨씬 더 끔찍한 세부 사항에 대한 이야기가 밝혀지고 있다. 혁명적 순결이라는 이름으로 인류의 가장 강력한 금기를 위반한 수백명의 남성과 여성이 관련된 식인 풍습 사건이다."[10]라고 하였다.
- 1997년 Key Ray Chong (텍사스 공대 역사 교수)은 "문화 혁명 기간 동안 상당수의 중국 관리들이 이 공포스러운 사건에 대해 알고 있었다. 그것은 1940년대의 나치 홀로 코스트와 1970년대의 폴 포트의 킬링필드에 해당한다. 그러나 그들은 그 주제에 대해 침묵했다."고 썼다.[19]
- 1996년 《워싱턴 포스트》는 "공산당은 그 시대의 故마오 쩌둥 위원장과 수많은 당원들이 했던 일들에 대한 심도있는 분석들을 차단하고 싶을 것이다. 만약 진실이 완전히 공개되면, 공산당의 정치적 정당성이 파괴될 수도 있기 때문."고 밝혔다.[8]
- 1993년 《뉴스 위크》는 "진술은 참혹했다. 교장은 학교 운동장에서 학생들에 의해 살해 된 후 요리하고 먹었다. 고기 갈고리에 매달려있는 인체를 직원들에게 전달하는 정부가 운영하는 식당과 같았다. 지난주 중국에서 밀반입된 문서에서 문화 혁명의 기괴한 잔혹 행위를 세부적으로 묘사했다."고 밝혔다.[20]
- 1993년 《뉴욕 타임스》는 "광시에서 보고된 사건은 분명히 지난 세기 이상 동안 세계에서 가장 광범위한 식인 풍습 사건이었다. 참여한 사람들이 배고픔이나 정신병에 의한 동기가 없다는 점에서 다른 사람들과도 달랐다. 대신 행동은 이데올로기적인 것처럼 보였다. 문서에 공개된 식인 풍습은 종종 지역 공산당 관리들이 조직했으며 사람들은 혁명적 열정을 증명하기 위해 함께 참여한 것으로 보인다."라고 하였다.[5]

## 같이 보기
- 마오쩌둥 사상
- 대숙청